# Jesse Litsch
Jesse Allen Litsch (né le 9 mars 1985 à Pinellas Park, Floride, États-Unis) est un lanceur droitier de baseball évoluant en Ligue majeure avec les Blue Jays de Toronto.

## Carrière
Jesse Litsch est drafté par les Rockies du Colorado en 37e ronde en 2003 mais ne signe pas avec l'équipe. Il est réclamé l'année suivante, en 2004, au 24e tour par les Blue Jays de Toronto.
Le lanceur droitier joue sa saison recrue dans les majeures en 2007, disputant son premier match le 15 mai. Il effectue 20 sorties comme lanceur partant et remporte sept victoires contre neuf défaites, en plus de maintenir une moyenne de points mérités de 3,81 en 111 manches lancées.
En 2008, le personnel de lanceurs des Jays présente la meilleure moyenne de points mérités (3,49) de toutes les équipes du baseball majeur et Litsch fait partie de la rotation de partants du club. Il effectue 26 départs, enregistrant un sommet en carrière de 13 victoires. En 176 manches au monticule, il affiche une moyenne de 3,58. À égalité avec quelques autres lanceurs, dont son coéquipier Roy Halladay, il mène la Ligue américaine avec deux blanchissages.
Litsch joue très peu en 2009 et 2010. En juin 2009, il subit une opération de type Tommy John pour remplacer des ligaments dans le bras droit et n'effectue un retour au jeu qu'en juin 2010.

## Statistiques
| Saison | Équipe  | G  | GS | CG | SHO | V  | D  | SV | IP    | SO  | ERA  |
| ------ | ------- | -- | -- | -- | --- | -- | -- | -- | ----- | --- | ---- |
| 2007   | Toronto | 20 | 20 | 0  | 0   | 7  | 9  | 0  | 111.0 | 50  | 3,81 |
| 2008   | Toronto | 29 | 28 | 2  | 2   | 13 | 9  | 0  | 176.0 | 99  | 3,58 |
| 2009   | Toronto | 2  | 2  | 0  | 0   | 0  | 1  | 0  | 9.0   | 8   | 9,00 |
| 2010   | Toronto | 9  | 9  | 0  | 0   | 1  | 5  | 0  | 46.2  | 16  | 5,79 |
| Totaux | Totaux  | 60 | 59 | 2  | 2   | 21 | 24 | 0  | 342.2 | 173 | 4,10 |

Note : G = Matches joués ; GS = Matches comme lanceur partant ; CG = Matches complets ; SHO = Blanchissages ; 
V = Victoires ; D = Défaites ; SV = Sauvetages ; IP = Manches lancées ; SO = Retraits sur des prises ; ERA = Moyenne de points mérités.